# حديد زهر مرن
 الحديد الزهر المرن  (بالإنجليزية: ductile cast iron)‏ أو  الحديد الزهر العقدي  (بالإنجليزية: nodular cast iron)‏ هو أحد سبائك الحديد الزهر اخترعه كيث ميليس في عام 1943. بالرغم من أن معظم أنواع الحديد الزهر هشة، إلا أن هذا النوع من الحديد الزهر مرن، بسبب وجود الجرافيت في شكل عُقد كروية. وفي 25 أكتوبر 1949، حصل كيث ميليس وزميلين له على براءة اختراع إنتاج سبائك الحديد الزهر المرن بإضافة الماغنيسيوم.

## بنيته المجهرية
الحديد الزهر المرن ليس سبيكة واحدة، ولكنه مجموعة من السبائك التي يمكن أن تنتج للحصول على خصائص معينة عن طريق التحكم في البنية المجهرية. السمة المشتركة المميزة لهذه السبائك هو الهيئة التي يتواجد عليها الجرافيت. ففي الحديد الزهر المرن، يتواجد الجرافيت على شكل عُقيدات كروية بدلا من شكل الرقائق (كما في الحديد الزهر الرمادي)، مما يقلل من فرص تكوّن الشروخ ويحسن مرونتها. تتكون العقيدات الكروية يإضافة عناصر تعمل كأنوية للعقيدات، أكثر شيوعاً الماغنيسيوم وفي بعض الأحيان، السيريوم أثناء عملية الصهر.
بالإضافة إلى إمكانية التحكم في جعل الجرافيت كروي الشكل، يمكن أيضاً التحكم في نسبة الفيريت إلى نسبة البيرليت عن طريق التحكم العناصر السبائكية المضافة والتحكم في درجات الحرارة أو بمعالجة السبيكة حرارياً بعد الصب، لتعديل نسب البيرليت والفيريت. التحكم في نسبة الفيريت إلى نسبة البيرليت، يغير من قيمة إجهاد الشد وإجهاد الخضوع والاستطالة للحديد الزهر المرن، وبالتالي يمكن إنتاج كم هائل من سبائك الحديد الزهر المرن تختلف عن بعضها في الخصائص.

## تركيبه
التحليل الكيميائي النموذجي لسبائك الحديد الزهر المرن، يتكون من حديد به نسب 3.3-3.4 % كربون و 2.2-2.8 % سيليكون و 0.1-0.5 % منجنيز و 0.03-0.05 % ماغنيسيوم و 0.005-0.04 % فوسفور و 0.005-0.02 % كبريت.
يمكن إضافة عناصر أخرى مثل النحاس أو القصدير لزيادة قوة الشد وإجهاد الخضوع، إلا أنها تقلل من الاستطالة. ولزيادة مقاومة الحديد الزهر المرن للتآكل يستبدل 15-30 % من الحديد في السبيكة بكميات من النيكل أو النحاس أو الكروم.

## الاستخدامات
جزء كبير من الإنتاج السنوي للحديد الزهر المرن يكون في شكل أنابيب، تستعمل لمياه الشرب وخطوط الصرف الصحي. وتعد خياراً أفضل في بعض المناطق الوعرة من مواسير الـPVC أو الخرسانة أو البولي إيثيلين أو الصلب. كما يستخدم الحديد الزهر المرن في إنتاج الكثير من مكونات السيارات وشاحنات الديزل والجرارات الزراعية ومضخات آبار النفط.

## وصلات خارجية
- جمعية الحديد الزهر المرن
- مركز أبحاث مواسير الحديد الزهر المرن